# Saut en hauteur féminin à la Ligue de diamant 2012
Navigation
2011
Le concours du saut en hauteur féminin de la Ligue de diamant 2012 se déroule du 19 mai au 7 septembre 2012. La compétition fait successivement étape à Shanghai, Eugene, Oslo, Paris, Londres, Stockholm et Bruxelles.

## Calendrier
| Date               | Meeting             | Ville     | Pays        |
| ------------------ | ------------------- | --------- | ----------- |
| 19 mai 2012        | Golden Grand Prix   | Shanghai  | Chine       |
| 2 juin 2012        | Prefontaine Classic | Eugene    | États-Unis  |
| 7 juin 2012        | Bislett Games       | Oslo      | Norvège     |
| 6 juillet 2012     | Meeting Areva       | Paris     | France      |
| 13-14 juillet 2012 | London Grand Prix   | Londres   | Royaume-Uni |
| 17 août 2012       | DN Galan            | Stockholm | Suède       |
| 7 septembre 2012   | Mémorial Van Damme  | Bruxelles | Belgique    |

## Résultats
| Date | Meeting   | 1er                             | 1er   | 2e                            | 2e    | 3e                                 | 3e    |
| --- | --------- | ------------------------------- | ----- | ----------------------------- | ----- | ---------------------------------- | ----- |
| 19 mai 2012 | Shanghai  | Chaunté Lowe 1,92 m             | 4 pts | Zheng Xingjuan 1,92 m         | 2 pts | Marina Aitova 1,88 m               | 1 pt  |
| 2 juin 2012 | Eugene    | Anna Chicherova 2,02 m (WL, MR) | 4 pts | Svetlana Shkolina 2,00 m (PB) | 2 pts | Chaunté Lowe 1,97 m                | 1 pt  |
| 7 juin 2012 | Oslo      | Chaunté Lowe 1,97 m             | 4 pts | Tia Hellebaut 1,93 m          | 2 pts | Marina Aitova 1,90 m (SB)          | 1 pt  |
| 6 juillet 2012 | Paris     | Chaunté Lowe 1,97 m             | 4 pts | Olena Holosha 1,95 m          | 2 pts | Ruth Beitia 1,92                   | 1 pt  |
| 13-14 juillet 2012 | Londres   | Chaunté Lowe 2,00 m             | 4 pts | Tia Hellebaut 1,97 m (SB)     | 2 pts | Ruth Beitia Anna Chicherova 1,94 m | 1 pt  |
| 17 août 2012 | Stockholm | Anna Chicherova 2,00 m          | 4 pts | Svetlana Shkolina 1,97 m      | 2 pts | Tia Hellebaut 1,94 m               | 1 pt  |
| 7 septembre 2012 | Bruxelles | Svetlana Shkolina 2,00 m        | 8 pts | Anna Chicherova 1,95 m        | 4 pts | Eleriin Haas Tia Hellebaut 1,92 m  | 2 pts |
| Records et Performances - AR : Record continental (area record) - CR : Record des championnats (championship record) - MR : Record du meeting (meet record) - NR : Record national (national record) - OR : Record olympique (olympic record) - PR : Record paralympique (paralympic record) - PB : Record personnel (personal best) - SB : Meilleure performance personnelle de la saison (season's best) - WL : Meilleure performance mondiale de l'année (world leader) - WJR : Record du monde junior (world junior record) - WR : Record du monde (world record) Circonstances et Conditions - DNF : N'a pas terminé (did not finish) - DNS : N'a pas pris le départ (did not start) - DQ : Disqualification (disqualification) - NM : Aucun essai valable enregistré (No Mark) - Q : Qualifié « directement » au prochain tour (ou à la prochaine compétition), lors d'une compétition majeure, grâce au classement ou à la réalisation des minima (automatic qualifier) - q : Qualifié au prochain tour (ou à la prochaine compétition), lors d'une compétition majeure, grâce au repêchage ou à la réalisation de l'une des meilleures performances parmi celles des « non qualifiés directement » (grâce au meilleur temps ou à la meilleure distance par exemple) (secondary qualifier) |           |                                 |       |                               |       |                                    |       |

## Classement général
- Classement final[1] :

| Rang | Athlète           | Points |
| ---- | ----------------- | ------ |
| 1    | Chaunté Lowe      | 17     |
| 2    | Anna Chicherova   | 13     |
| 3    | Svetlana Shkolina | 12     |
| 4    | Tia Hellebaut     | 7      |
| 5    | Eleriin Haas      | 2      |
| 6    | Olena Holosha     | 2      |